# Conde de Galloway

Brasão do Conde de Galloway

Conde de Galloway é um título do Pariato da Escócia. Foi criado em 1623 para Alexander Stewart, 1.º Lorde Garlies, com o restante para seus herdeiros do sexo masculino, que carregam o nome e o brasão de Stewart. Ele já havia sido nomeado Lorde Garlies no Pariato da Escócia em 1607, com o restante destinado aos herdeiros masculinos de seu corpo, sucedendo as propriedades de Garlies. Este ramo da família Stewart eram parentes distantes dos Reis Stewart da Escócia.
Lorde Galloway foi sucedido por seu segundo filho sobrevivente, o mais velho, o segundo conde. Ele já havia sido criado Baronete, de Corsewell, no condado de Wigtown, em 1627. Este título está no Baronetcado da Nova Escócia. Seu neto, o quinto conde (que sucedeu seu irmão mais velho, que por sua vez sucedeu seu pai), era um político. Ele foi sucedido por seu filho, o sexto conde. Ele era um Lorde da Polícia. Em 1704, Lord Galloway sucedeu a seu parente Sir Archibald Stewart, 2.º Baronete, de Burray, como terceiro Baronete de Burray (veja abaixo). Após sua morte, os títulos passaram para seu filho mais velho, o sétimo conde. Ele foi membro do Parlamento e serviu como Lorde-Tenente de Wigtownshire. De 1774 a 1796, ele atuou na Câmara dos Lordes como representante escocês. Em 1796, Lorde Galloway foi nomeado Barão Stewart de Garlies no Pariato da Grã-Bretanha, o que lhe deu um assento automático na Câmara dos Lordes até que o Ato de Pariato de 1963 estendeu esse direito a todos os detentores de títulos escoceses. Ele foi sucedido por seu filho, o oitavo conde. Ele foi almirante da Marinha Real, membro do Parlamento e lorde-tenente de Kirkcubrightshire e Wigtownshire. Quando ele morreu, os títulos passaram para seu filho mais velho, o nono conde. Ele representou Cockermouth na Câmara dos Comuns e foi Lorde-Tenente de Kirkcubrightshire e Wigtownshire. Ele foi sucedido por seu filho mais velho, o décimo conde. Ele foi membro do Parlamento por Wigtownshire . Após sua morte, os títulos passaram para seu irmão mais novo, o décimo primeiro conde. Ele foi um soldado e lutou na Guerra da Crimeia e na Rebelião Indiana de 1857 . Ele foi sucedido por seu único filho, o décimo segundo conde. Ele serviu como Lorde-Tenente de Kirkcubrightshire. Seu único filho, o décimo terceiro conde, sucedeu em 1978. O décimo terceiro conde, que sofreu de doença mental após ser lobotomizado aos 23 anos, casou-se, mas morreu sem filhos em 2020, o que fez com que a linhagem do décimo primeiro conde falhasse. Desde 2020  o atual detentor dos títulos é primo em segundo grau do décimo terceiro conde. Ele é bisneto do Major-General Hon. Alexander Stewart (1838–1896), o terceiro filho do nono conde.
Vários outros membros da família também ganharam distinção. O hon. John Stewart, terceiro filho do terceiro conde, foi um general de brigada do exército e também foi membro do Parlamento por Wigtownshire. O hon. Keith Stewart, terceiro filho do sexto conde, foi almirante e membro do Parlamento. Seu filho James Alexander Stewart-Mackenzie foi governador do Ceilão . Seu neto era James Stewart-Mackenzie, 1.º Barão Seaforth. O hon. Montgomery Granville John Stewart, sexto filho do sétimo conde, representou Kirkcubrightshire na Câmara dos Comuns. O hon. James Henry Keith Stewart, oitavo filho do sétimo conde, foi membro do Parlamento por Wigtown Burghs. O hon. Keith Stewart (1814–1859), filho mais novo do oitavo conde, foi almirante da Marinha Real.
O Baronetcado Stewart, de Burray, no Condado de Orkney, foi criado no Baronetcado da Nova Escócia em 4 de novembro de 1687 para Archibald Stewart. Em 1704, o título foi herdado pelo já mencionado sexto conde.
Os Condes de Galloway são agora considerados o ramo sênior do Clã Stewart, embora sua descendência exata seja debatida.
A sede da família é Cumloden House, perto de Newton Stewart, Dumfries e Galloway . A antiga sede da família era Galloway House, perto de Garlieston, Wigtownshire.

## Condes de Galloway (1623)

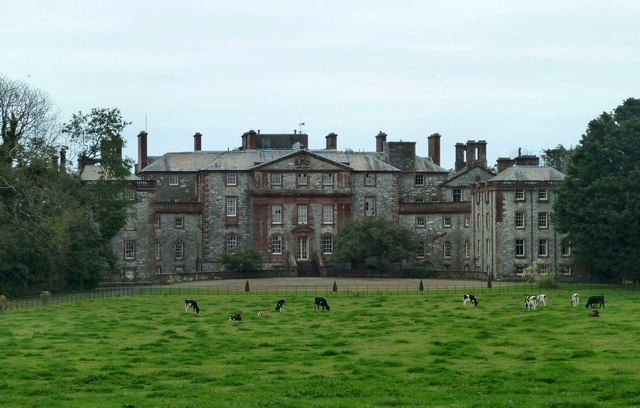
Galloway House, a sede da família na Escócia desde a década de 1740 até 1908

- Alexander Stewart, 1.º Conde de Galloway (falecido em 1649)
- James Stewart, 2.º Conde de Galloway (c. 1610–1671)
- Alexander Stewart, 3.º Conde de Galloway (c. 1643–1690)
- Alexander Stewart, 4.º Conde de Galloway (1660–1694)
- James Stewart, 5.º Conde de Galloway (falecido em 1746)
- Alexander Stewart, 6.º Conde de Galloway (c. 1694–1773)
- John Stewart, 7.º Conde de Galloway, 1.º Barão Stewart de Garlies (1736–1806)
- George Stewart, 8.º Conde de Galloway, 2.º Barão Stewart de Garlies (1768–1834)
- Randolph Stewart, 9.º Conde de Galloway, 3.º Barão Stewart de Garlies (1800–1873)
- Alan Plantagenet Stewart, 10.º Conde de Galloway, 4.º Barão Stewart de Garlies (1835–1901)
- Randolph Henry Stewart, 11.º Conde de Galloway, 5.º Barão Stewart de Garlies (1836–1920)
- Randolph Algernon Ronald Stewart, 12.º Conde de Galloway, 6.º Barão Stewart de Garlies (1892–1978)
- Randolph Keith Reginald Stewart, 13.º Conde de Galloway, 7.º Barão Stewart de Garlies (1928–2020)
- Andrew Clyde Stewart, 14.º Conde de Galloway, 8.º Barão Stewart de Garlies (nascido em 1949)

## Par atual
Andrew Clyde Stewart, 14.º Conde de Galloway (nascido em 13 de março de 1949) é filho do Major Alexander David Stewart e sua esposa Daphne Marion Bonsor. Ele foi educado no Eton College e em 2003 estava morando em 9 Lennox Garden Mews, Knightsbridge, Londres SW1.
Em 5 de março de 1977, ele se casou primeiramente com Sara Pollock, filha do brigadeiro James Patrick Pollock; eles se divorciaram em 2001. Em 2008, ele se casou pela segunda vez com Christine Merrick, filha de Robert Winfried Merrick.
Em 27 de março de 2020, ele sucedeu um primo como Conde de Galloway (S., 1623), Barão Stewart de Garlies (GB, 1795), Lorde de Garlies (S., 1607). Ele também herdou dois baronetes no Baronetcado da Nova Escócia.
Com sua primeira esposa, Galloway tem três filhos: 
- Lady Tania Jane Stewart (nascida em 1979)
- Alexander Patrick Stewart, Lorde Garlies (nascido em 1980), seu herdeiro aparente
- Lady Zoe Inez Stewart (nascida em 1983)

## Baronetes Stewart, de Burray (1687)
- Sir Archibald Stewart, 1.º Baronete (falecido em 1689)
- Sir Archibald Stewart, 2.º Baronete (falecido em 1704)
- Sir Alexander Stewart, 3.º Baronete (c. 1694–1773)

para mais sucessão, veja acima